# Odostomia havanensis
Odostomia havanensis är en snäckart som beskrevs av Henry Augustus Pilsbry och Carlos Guillermo Aguayo 1933. Odostomia havanensis ingår i släktet Odostomia och familjen Pyramidellidae. Inga underarter finns listade i Catalogue of Life.